# Korfbal League 2019/20
De Korfbal League seizoen 2019/20 is de 15e editie van de Korfbal League, de hoogste Nederlandse korfbalcompetitie. Dit seizoen zijn er 2 nieuwkomers, Groen Geel uit Wormer dat promoveerde als Hoofdklasse-kampioen en Tempo uit Alphen aan de Rijn, dat in de play-downs won.

## Teams
In dit seizoen zullen 10 teams deelnemen aan het hoofdtoernooi in de Korfbal League. Vervolgens zullen 4 teams strijden om een finale plek in Ahoy, in de play-offrondes. Daarnaast maken de nummers 1 en 2 van de Hoofdklasse A en B kans om volgend jaar in de Korfbal League te spelen.
| Club                        | Plaats             | Coach                            |
| --------------------------- | ------------------ | -------------------------------- |
| AKC Blauw-Wit               | Amsterdam          | Gerald Aukes & Mark van der Laan |
| DOS'46                      | Nijeveen           | Pascal Zegwaard                  |
| DVO/Accountor               | Bennekom           | Richard van Vloten               |
| Fortuna/Delta Logistiek     | Delft              | Ard Korporaal & Damien Folkerts  |
| Groen Geel/IJskoud de Beste | Wormer             | Dico Dik                         |
| KZ/Thermo4U                 | Koog aan de Zaan   | Remco Boer & Dennis Doves        |
| LDODK/Rinsma Modeplein      | Gorredijk          | Henk Jan Mulder                  |
| PKC/SWKGroep                | Papendrecht        | Daniël Hulzebosch                |
| Tempo                       | Alphen aan de Rijn | Wouter Blok                      |
| TOP/Solar Compleet          | Sassenheim         | Jan Niebeek                      |

## Transfers in het off-season
| Speler            | van                    | naar                   |
| ----------------- | ---------------------- | ---------------------- |
| Marloes Frieswijk | AKC Blauw-Wit          | LDODK/Rinsma Modeplein |
| Brett Zuijdwegt   | DeetosSnel             | PKC/SWK Groep          |
| Tim Flokstra      | LDODK/Rinsma Modeplein | TOP/Solar Compleet     |

## Seizoen
In de Korfbal League speelt elk team 18 wedstrijden, waarbij er thuis 9 worden gespeeld en 9 uitwedstrijden worden gespeeld.
De nummers 1 tot en met 4 zullen zich plaatsen voor de play-offs, voor een "best of 3". De winnaars tussen de teams zullen zich plaatsen voor de finale in Ahoy, waar ook de A-junioren-finale wordt gespeeld. Echter degradeert de nummer 10 meteen naar de Hoofdklasse. De nummer 9 zal het opnemen tegen de verliezend finalist van de promotie play-offs.
| pos | club                        | gs | w  | g | v  | pnt | dv  | dt  | dt   |
| --- | --------------------------- | -- | -- | - | -- | --- | --- | --- | ---- |
| 1.  | PKC/SWKGroep                | 17 | 12 | 2 | 3  | 26  | 461 | 368 | +93  |
| 2.  | TOP/Solar Compleet          | 17 | 12 | 1 | 4  | 25  | 450 | 377 | +73  |
| 3.  | Fortuna/Delta Logistiek     | 17 | 10 | 2 | 5  | 22  | 397 | 372 | +25  |
| 4.  | LDODK/Rinsma Modeplein      | 17 | 11 | 0 | 6  | 22  | 443 | 394 | +49  |
| 5.  | KZ/Thermo4U                 | 17 | 9  | 2 | 6  | 20  | 399 | 394 | +5   |
| 6.  | DVO/Accountor               | 17 | 9  | 1 | 7  | 19  | 425 | 419 | +6   |
| 7.  | DOS'46                      | 17 | 7  | 2 | 8  | 16  | 371 | 362 | +9   |
| 8.  | AKC Blauw-Wit               | 17 | 4  | 2 | 11 | 10  | 403 | 429 | −26  |
| 9.  | Groen Geel/IJskoud de Beste | 17 | 3  | 0 | 14 | 6   | 342 | 442 | −100 |
| 10. | Tempo                       | 17 | 2  | 0 | 15 | 4   | 320 | 454 | −134 |

## Afwikkeling van het seizoen
Op 21 april 2020 heeft het KNKV besloten dat dit seizoen van de Korfbal League niet wordt uitgespeeld. Dit heeft te maken met de COVID-19 maatregelen, waardoor sporten in wedstrijdverband en voor volwassen niet is toegestaan.
Voor de afwikkeling van dit seizoen geldt dit:
- er worden geen play-offs of finale gespeeld
- er wordt geen kampioen uitgeroepen
- Korfbal League seizoen 2020-2021 zal eenmalig bestaan uit 12 deelnemende teams

## Promotie/Degradatie Afwikkeling
De korfbalbond besloot het volgende omtrent de afwikkeling voor promotie/degradatie:
- de nummer 10, Tempo degradeert naar de Hoofdklasse
- de nummer 9, Groen Geel handhaaft zich in de Korfbal League voor seizoen 2020-2021
- de twee nummers 1 van de Hoofdklasse, Dalto en KCC promoveren naar de Korfbal League voor seizoen 2020-2021
- later, op 23 juni 2020 heeft het KNKV besloten dat de Korfbal League naar 12 teams moest en heeft een loting gehouden wie het twaalfde team zou worden. Oost-Arnhem kwam als winnaar uit de bus en is zodoende het 12e team dat deelneemt aan de Korfbal League in 2020-2021.

## Prijzen
Aan het eind van het seizoen worden de League prijzen uitgedeeld, zie hier het overzicht:
| Award                           | Winnaar          | Club                    |
| ------------------------------- | ---------------- | ----------------------- |
| Beste Speler                    |                  |                         |
| Beste Speelster                 |                  |                         |
| Beste coach                     |                  |                         |
| ERIMA beste arbitrage           |                  |                         |
| Beste Speler onder 21           |                  |                         |
| Beste Speelster onder 21        |                  |                         |
| Doelpunt van het Jaar - Mannen  | Randy Oosting    | PKC/SWK Groep           |
| Doelpunt van het Jaar - Vrouwen | Jessica Lokhorst | Fortuna/Delta Logistiek |

## Topscoorders
| Categorie              | Winnaar          | Club          | Gescoord aantal goals |
| ---------------------- | ---------------- | ------------- | --------------------- |
| Topscoorder mannelijk  | Gertjan Meerkerk | DVO/Accountor | 134                   |
| Topscoorder vrouwelijk | Mandy Koelman    | AKC Blauw-Wit | 95                    |

## Trivia
- gedurende het seizoen werd bekend gemaakt dat aan het eind van het seizoen de coaches van TOP, PKC, Tempo en Groen Geel zouden stoppen
- voor aanvang van speelronde 14 werd bij DOS'46 hoofdcoach Pascal Zegwaard ontslagen. Zijn tijdelijk vervanger werd Roger Hulzebosch. Voor het nieuwe seizoen werd Edwin Bouman gevonden als nieuwe hoofdcoach
- speelronde 18 stond gepland om afgewerkt te worden op zaterdag 14 maart, maar alle wedstrijden waren geannuleerd, vanwege maatregelen vanuit het RIVM omtrent het COVID-19 virus